# نيوويلير ليه سافيرن
نيوويلير ليه سافيرن (بالفرنسية: Neuwiller-lès-Saverne)‏ هي بلدية تقع في إقليم الراين الأسفل من منطقة ألزاس في شمال شرق فرنسا. تبلغ مساحة هذه المدينة 31.89 (كم²)، يبلغ عدد سكانها 1175 نسمة حسب إحصاء المعهد الوطني للإحصاء والدراسات الاقتصادية سنة 2009 م. وترأس Mario Lambert البلدية خلال فترة (2001 - 2008).

## أعلام
- ويليام كلارك

## وصلات خارجية
- صفحة البلدية على موقع المعهد الوطني للإحصاء والدراسات الاقتصادية (بالفرنسية)